# 烏斯捷奇科 (扎列希基區)
48°46′6″N 25°36′12″E / 48.76833°N 25.60333°E

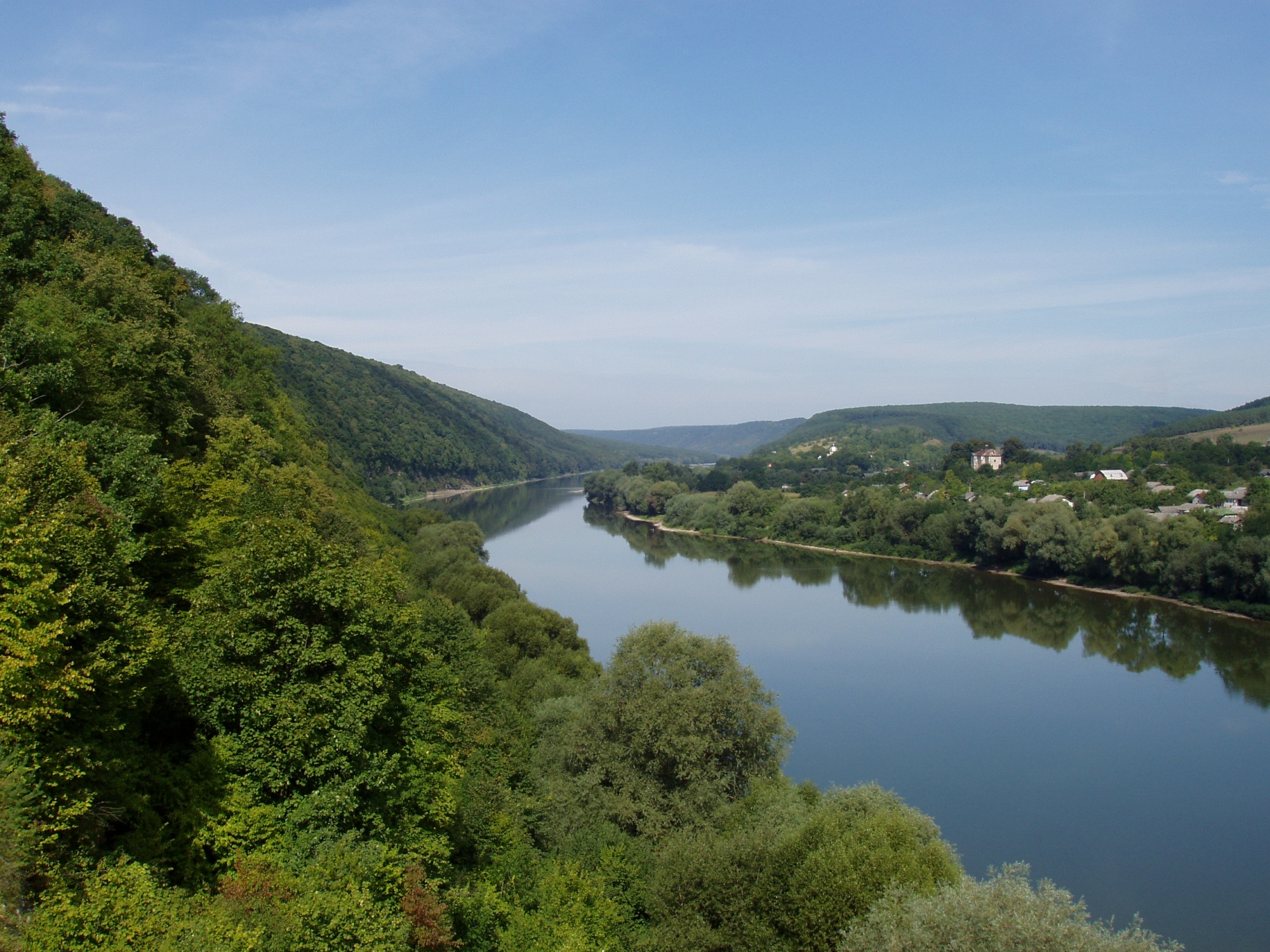

烏斯捷奇科（烏克蘭語：Устечко）是位於烏克蘭西部特諾皮爾州裏喬爾特基夫區的村莊，處於德涅斯特河畔，始建於1414年，面積22.41平方公里，2001年人口881。